# よこてイースト

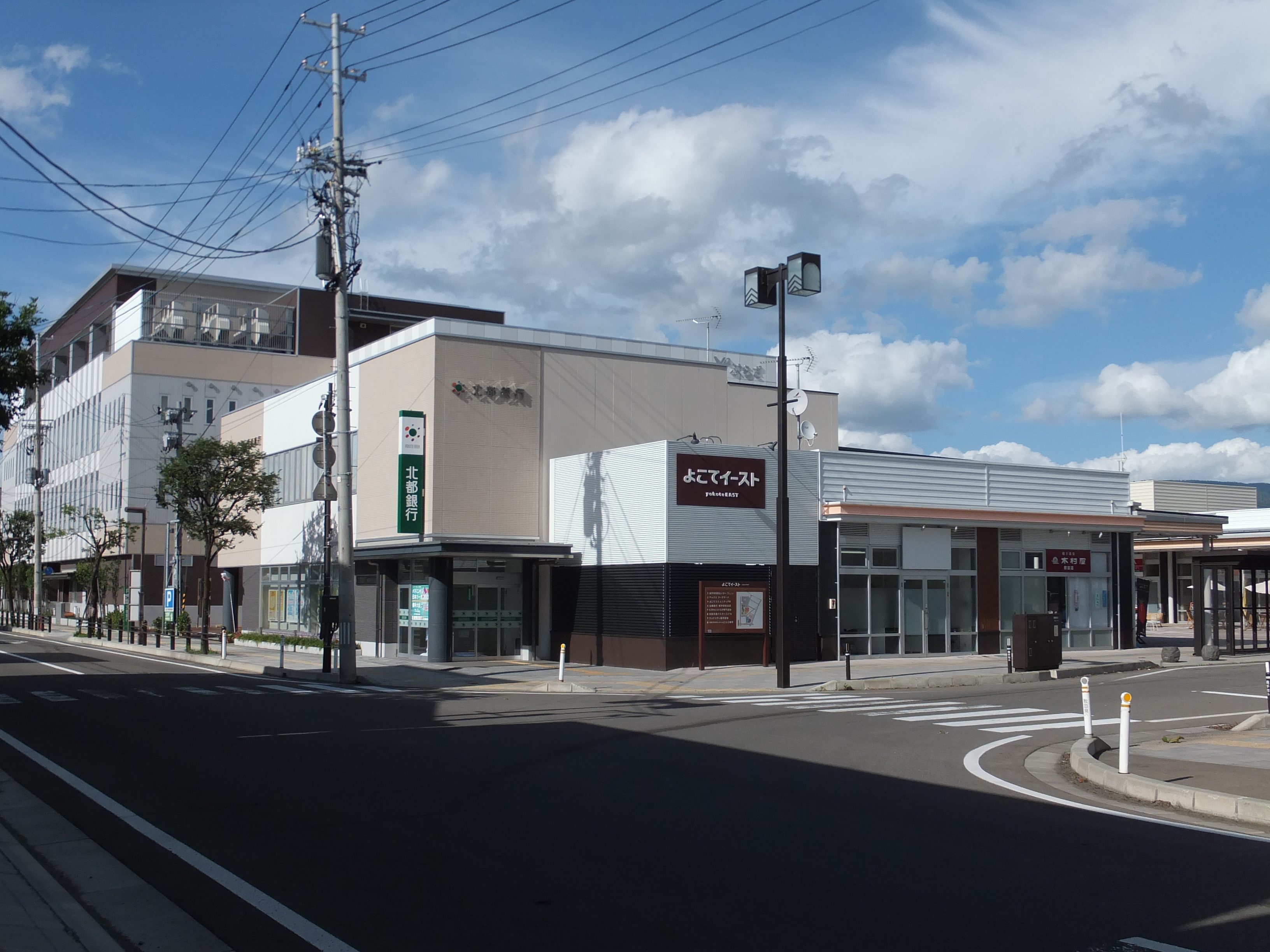
施設外観（2013年8月28日撮影）

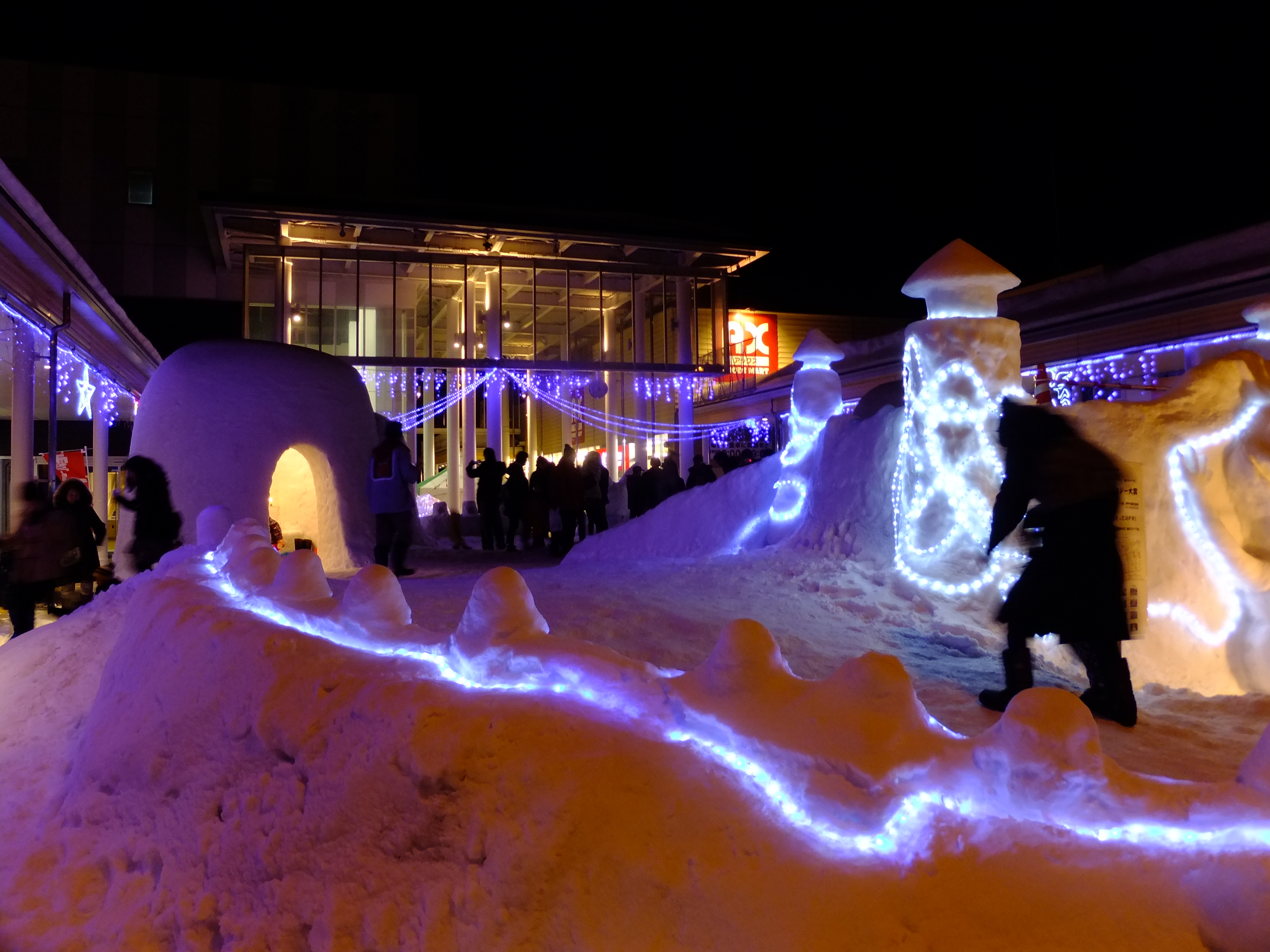
にぎわいひろばのイベント風景（横手の雪まつり）

よこてイースト（yokote EAST）は、秋田県横手市駅前町1番10号にある複合施設。横手駅前商店街の一角を成し、市が設置する公益施設「横手市交流センターY2（わいわい）ぷらざ」を中核に、民間の商業施設やテナント、事務所などが集積する。

## 概要
東日本旅客鉄道（JR東日本）横手駅東口に近接する、市街地再開発事業によって誕生した街区である。2010年（平成22年）10月5日に商業施設棟など一部がオープン、2011年（平成23年）4月1日に公益施設棟がオープンし、同年4月16日によこてイーストはグランドオープンを迎えた。よこてイーストとは、この再開発区域の名称として命名されたもので、2010年（平成22年）9月に発表・決定した。
もともと、事業区域内には秋田県厚生農業協同組合連合会（JA秋田厚生連）が設置する平鹿総合病院や、総合スーパーであるジャスコ横手店などが所在していたが、いずれも郊外移転や撤退が進み、駅東口地区の空洞化が顕著となっていた。国道13号の横手バイパスや秋田自動車道の開通後は、モータリゼーションや大規模小売店舗法の廃止などにより駅西側の郊外型の店舗が発達し、駅東口周辺をはじめ、四日町・大町などの中心市街地の商業地は衰退の一途を辿った。
2003年（平成15年）に実施した全国都市再生モデル調査などを踏まえ、2005年（平成17年）には地権者らによる再開発協議会が設立された。2007年（平成19年）には再開発準備組合が設立され、都市計画が決定し、事業化した。翌年には再開発組合が発足し、工事に着手した。2011年2月にすべての工事が完了し、4月にグランドオープンした。
事業区域は「第一区画」と「第二区画」に分類され、第一区画にはバスターミナル棟、高齢者施設棟、集合住宅棟が、第二区画には公益施設棟、商業施設棟、銀行棟、西・東店舗棟が整備されている。また、再開発事業の区域外ではあるが、本事業と並行して整備された駐車場があり、2023年（令和5年）2月3日には立体化している。
事業前と比べて床面積が小さくなっており、身の丈に合った必要十分な再開発であると全国市街地再開発協会は評価している。
周辺の通行量は、病院や商業施設が立地していた1992年以降2009年まで減少し続けていたが、再開発事業終了後の2011年からは徐々に回復しつつある。また、周辺の人口・世帯数は減少傾向にあったが、2008年以降は増加傾向にある。

### 横手駅前商店街振興組合
横手駅前商店街振興組合は、駅前地区の商店街振興を目的に1973年（昭和48年）7月25日に設立された組合である。設立当時、横手駅周辺では土地区画整理事業が進行中であり、これを契機に新たな近代的商店街を形成することを目的に組合が設立された。組合は土地区画整理事業と並行する形で、ホテルサンルート横手の建設、ユニオン（大型小売店）の設立、羽後交通ビルの建設およびジャスコの誘致などの事業に取り組んだ。
よこてイーストの開業後は、商店街活性化事業として「よこて"わいわいワイド"地域連携活性化事業」を行っており、納涼ビアガーデンやよこてイースト秋フェス、光と雪の芸術まつりなど、エリア内で定期的なイベントを開催している。
また、横手駅前商店街のマスコットキャラクターとして「かんなりくん」と「みこちゃん」がいる。共に神社を連想させるような名前で、伝統的な「かまくら」の見た目をしているが、これはかつて横手駅前に神生神社があったことに由来する。現在、神生神社は横手神明社境内に置かれている。

## 施設
街区内にある主な施設について解説する。再開発事業の施行地区面積はおよそ2.1haで、敷地面積は20,831m2､延床面積は18,900 m2。

### 公益施設棟
公益施設棟は、横手市交流センター（よこてしこうりゅうセンター）として市が管理・運営をしている。愛称はY2（わいわい）ぷらざ。
「人と人とが『つどい、つながる』交流拠点」をコンセプトに、2011年（平成23年）4月1日に開館した。建物は2010年2月着工、2011年2月竣工。オープンスペース、喫茶コーナー、市民活動スペース、児童センター、研修室、スタジオ、コワーキングスペース、にぎわいひろば（屋外イベントスペース）などからなる。
愛称である「Y2（わいわい）ぷらざ」は、市が公募して決定したものであり、「横手」の頭文字である「Y」と、にぎわいを表すオノマトペ「わいわい」を掛けた造語である。2010年7月1日から8月31日の期間で案を募集し、県内外から寄せられた82件の応募の中から、同年10月1日に6つに絞られた最終候補を提示した。市民から意見を募り、同年10月21日に行われた最終選考会にて「Y2（わいわい）ぷらざ」と決定した。
2012年（平成24年）10月10日に来館客数が50万人を突破、2014年（平成26年）6月26日には100万人を突破した。
各階ごとの施設の配置は以下の通り。
| 階  | 主な施設                                                                       |
| 4階 | 健康の駅よこて 東部トレーニングセンター                                        |
| 3階 | 研修室、防音スタジオ、Bizサポートよこて                                        |
| 2階 | 横手市児童センター                                                             |
| 1階 | オープンスペース、市民活動スペース、こども・若者相談窓口、ふれあい喫茶くつろぎ |

1階にあるふれあい喫茶くつろぎは、障害者就労支援事業所である「就労支援センター グリーン」（社会医療法人興生会）が運営し、就労訓練を行っている。また、図書･地域情報コーナーでは雑誌や新聞の閲覧の他、一部の図書サービスを提供していたが、隣接地に横手図書館の入る生涯学習施設「Ao-na（あおーな）」が2024年9月14日に開業したため、それ以降は市民活動スペースとしてフリースペースとなっている。3階のBizサポートよこては、従来「市民活動スペース」と「研修室4」があった場所に2022年（令和4年）4月1日にオープンした、コワーキングスペースである。主に企業単位で利用が可能なパーソナルオフィスや、少人数用のシェアオフィス、電源やWi-Fiなどが利用できる。また、3階には秋田大学横手分校も設置されていたが、2021年5月10日に横手市民会館へと移転した。2025年4月1日からは、1階に「こども・若者相談窓口」が設置された。市教育委員会と連携し、不登校やひきこもりなどに悩む児童・生徒の相談窓口として市が開設している。

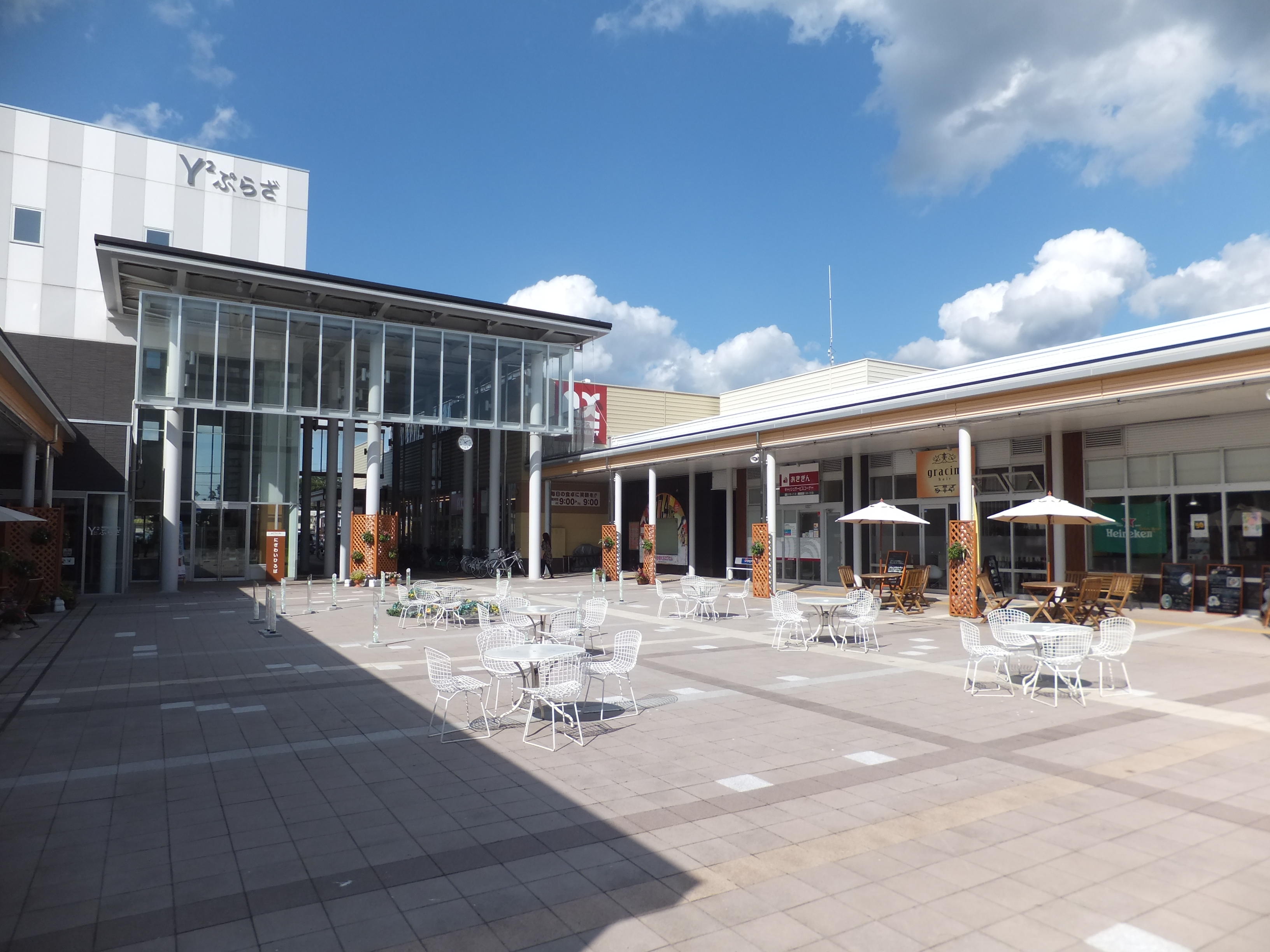
にぎわいひろば

横手市交流センターに付随する施設として、屋外イベントスペースである「にぎわいひろば」がある。毎年2月に行われる横手の雪まつり期間中はかまくらが作られる（記事冒頭の画像参照）ほか、年間を通して各種イベントに使用されている。広場にはイス・テーブルが設置されており、自由に利用ができる。
にぎわいひろばの名称は、2010年（平成22年）9月に再開発事業区域の名称である「よこてイースト」の発表と併せて発表された。
にぎわいひろばは2010年10月5日のよこてイーストプレオープン時に供用開始している。

### 商業施設棟

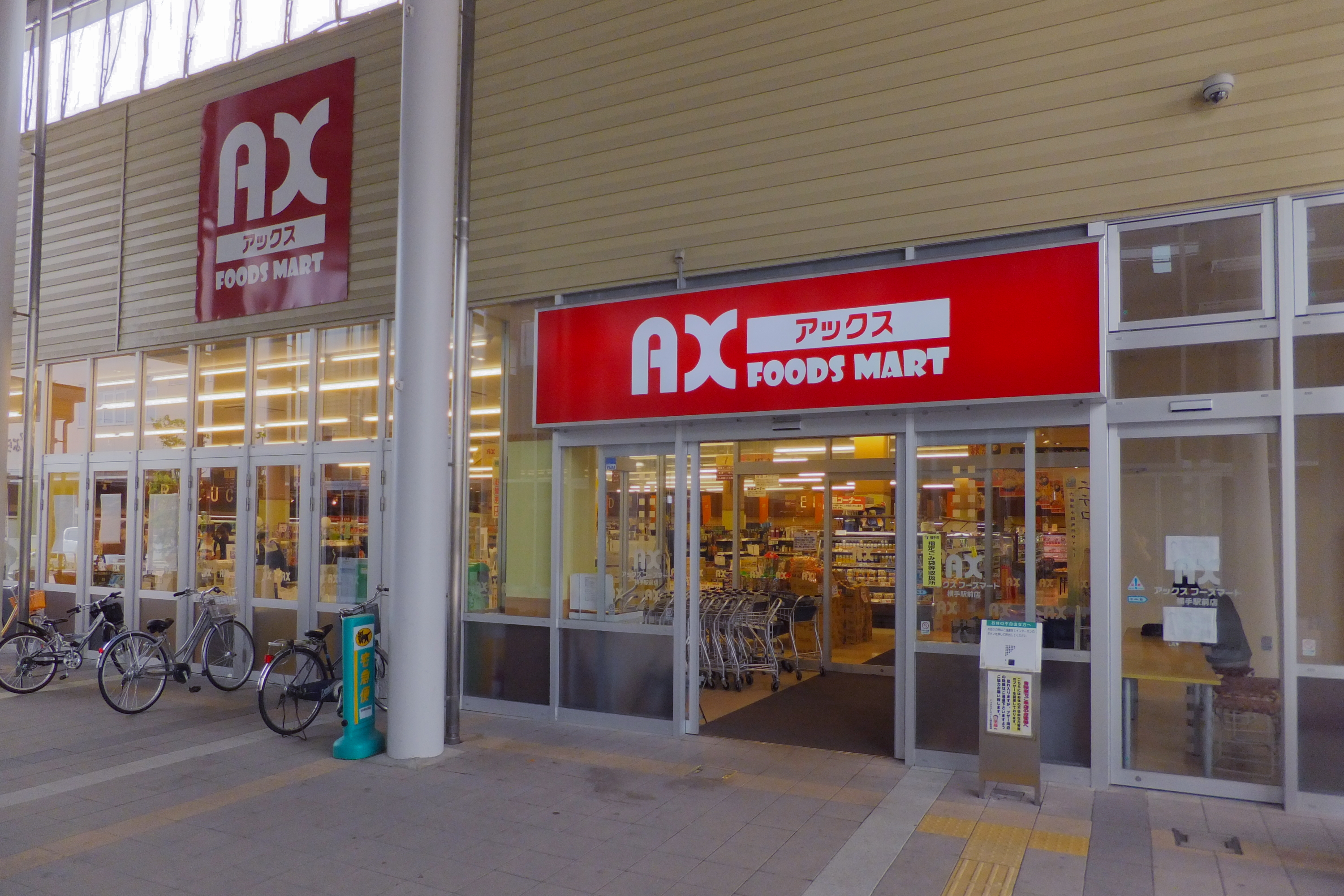
アックスフーズマート横手駅前店

商業施設棟は、アックスフーズマート横手駅前店が入居している。アックスフーズマートは仙北郡美郷町に本社を置く「有限会社ミサトフーズ」が運営するスーパーマーケットで、横手駅前店は2010年10月5日からプレオープン、10月8日にグランドオープンした。建物は2009年3月着工、同年9月竣工。
駅前地区のスーパーマーケットはかつてマックスバリュ横手駅前店（旧ジャスコ横手店）があったが、本再開発事業に伴い2005年12月に閉店している。
計画当初はマルエーうちや（本社：秋田市）の運営するスーパーマーケット「ジェイマルエー」が入居する予定だったが、当初提示された工事計画の条件と異なるとして出店の撤回が申し入れられた。これに対して再開発組合は損害賠償請求訴訟を起こすが、マルエーうちや側は撤回の原因は組合側にあると反発した。
ジェイマルエーに代わりアックスフーズマーケットが入居することが決まったのは、2009年（平成21年）10月22日のことだった。

### 銀行棟

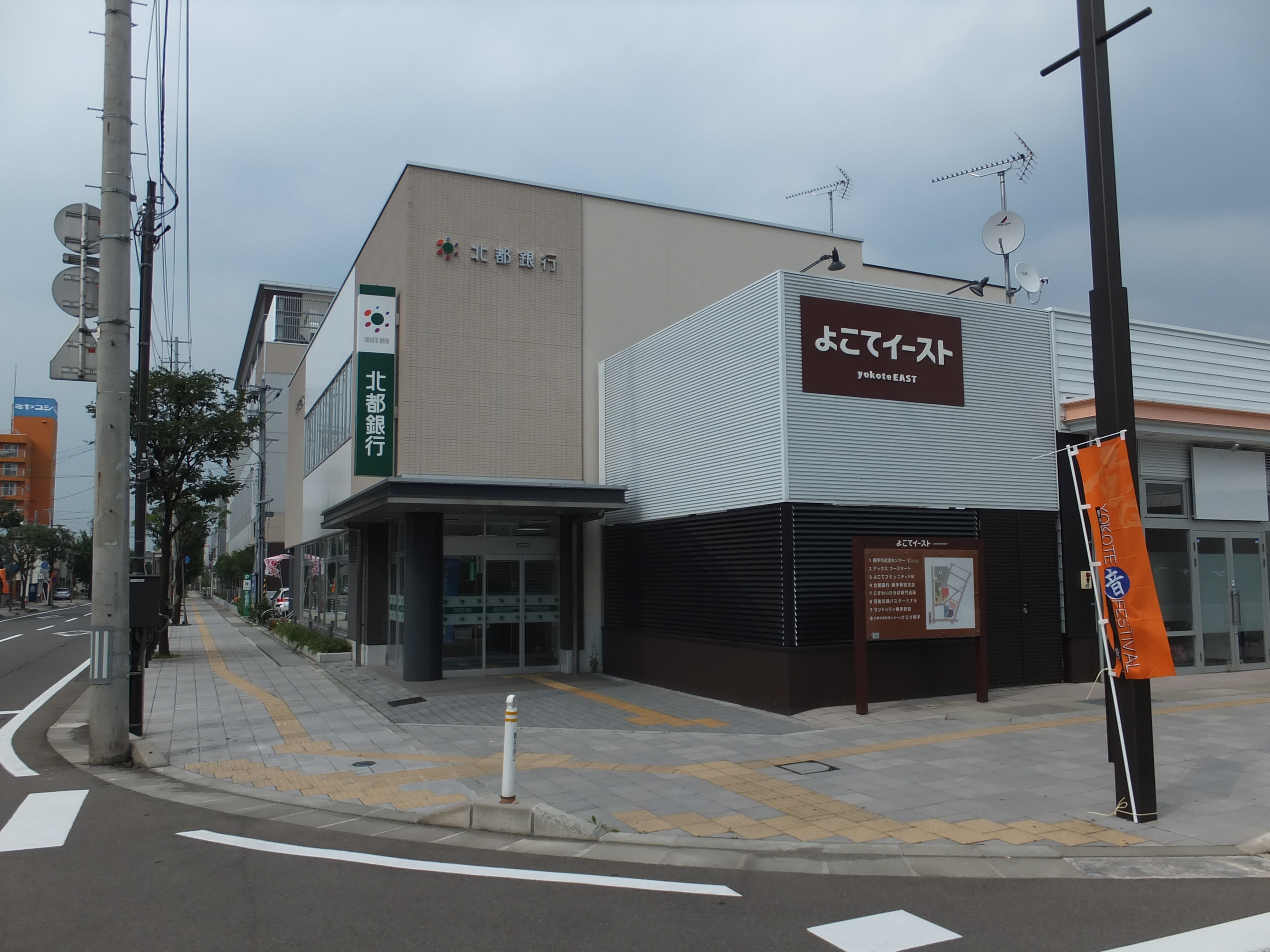
北都スクエア

銀行棟は北都スクエアと名付けられており、2009年10月26日に「北都銀行横手駅前支店」を併設して開業した。建物は2009年3月19日着工、同年10月竣工。
北都銀行横手駅前支店は、1926年（大正15年）11月に「羽後銀行横手支店駅前派出所」として横手町字下飛瀬21番地1に開設。1928年（昭和3年）12月に出張所に昇格、1950年（昭和25年）12月には支店へと昇格した。1951年（昭和26年）9月に横手市横手町下飛瀬13番地18に移転、1969年（昭和44年）11月には最終的に駅前町1番15号へと移転した。そして2009年10月26日に隣接地に建設された新店舗へ移転した（住所は変更なし）。
2021年（令和3年）3月8日、北都銀行横手駅前支店は、同市大町の横手支店に移転統合となった。その後、同年4月5日にリリーほくと商事株式会社の横手支店が北都スクエア2階へ移転入居、同年5月6日には横手市観光推進機構がY2（わいわい）ぷらざから移転する形で入居、2022年（令和4年）に株式会社ミナミ保険の県南営業所及び「ARUHI横手店」が入居した。

### 東・西店舗棟

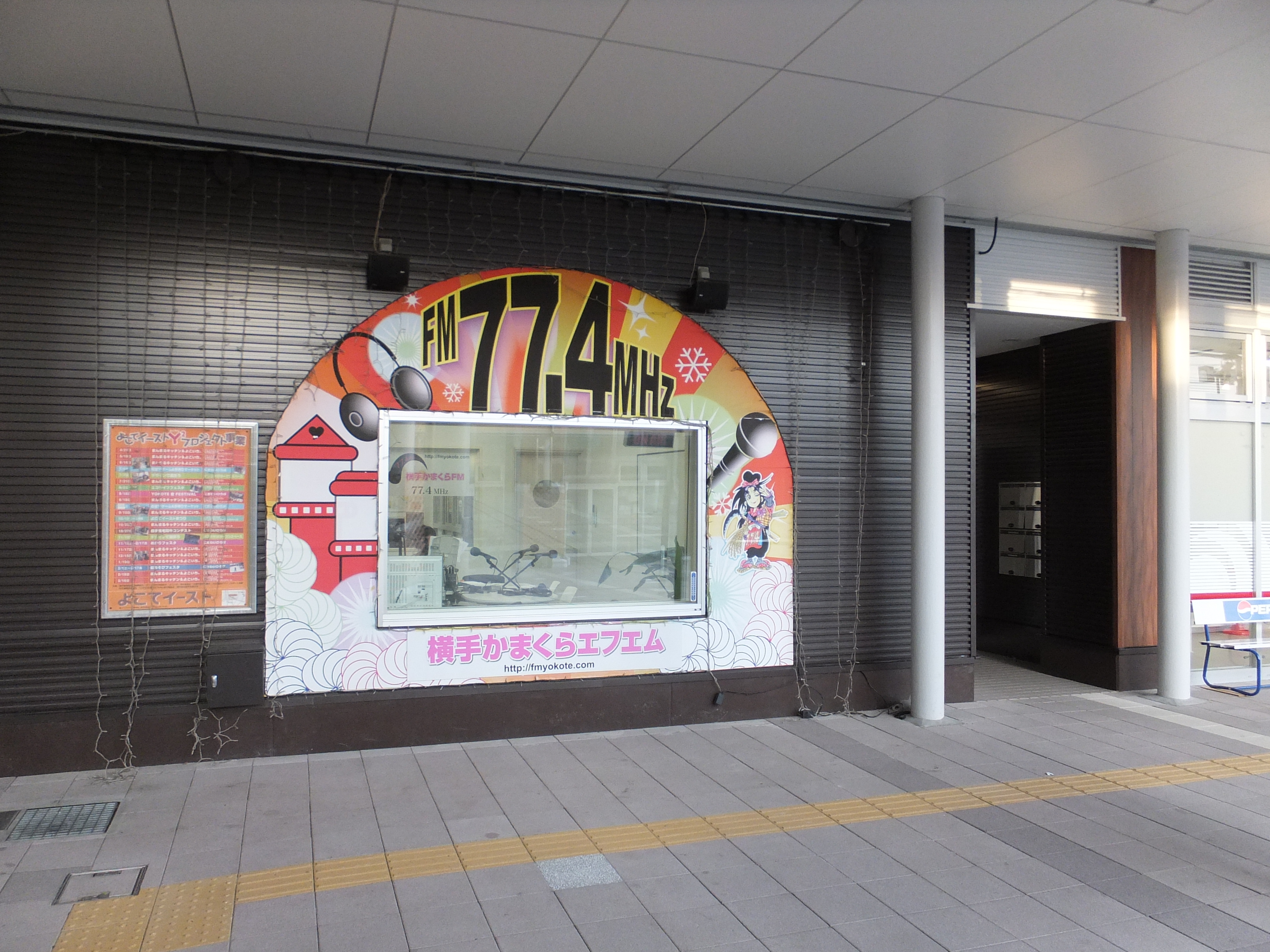
横手コミュニティFM放送株式会社 本社兼演奏所

店舗棟には各種テナントや管理事務所などが入居している。
- 横手コミュニティFM放送（横手かまくらFM） 本社兼演奏所
- 横手駅前商店街振興組合・よこてイースト管理事務所
- 横手市観光おもてなし課・横手の魅力営業課
- gracim hair（美容院、2011年5月開業[45]）
- 明光義塾 横手駅前教室（学習塾、2011年5月開業[45]）
- きらきら保育園 横手（保育所）

#### かつて存在した店舗
- プリスコーヒー（カフェ、2011年2月10日開業[46]）
- アッサンプレ（レンタルスペース・雑貨フード、2011年7月開業[47]）
- 雪国新報社（2011年9月開業[47]）
- バーンフュージョン秋田営業所（事務所、2016年3月開設[48] - 2023年10月閉鎖・移転[49]）

### 市営駐車場

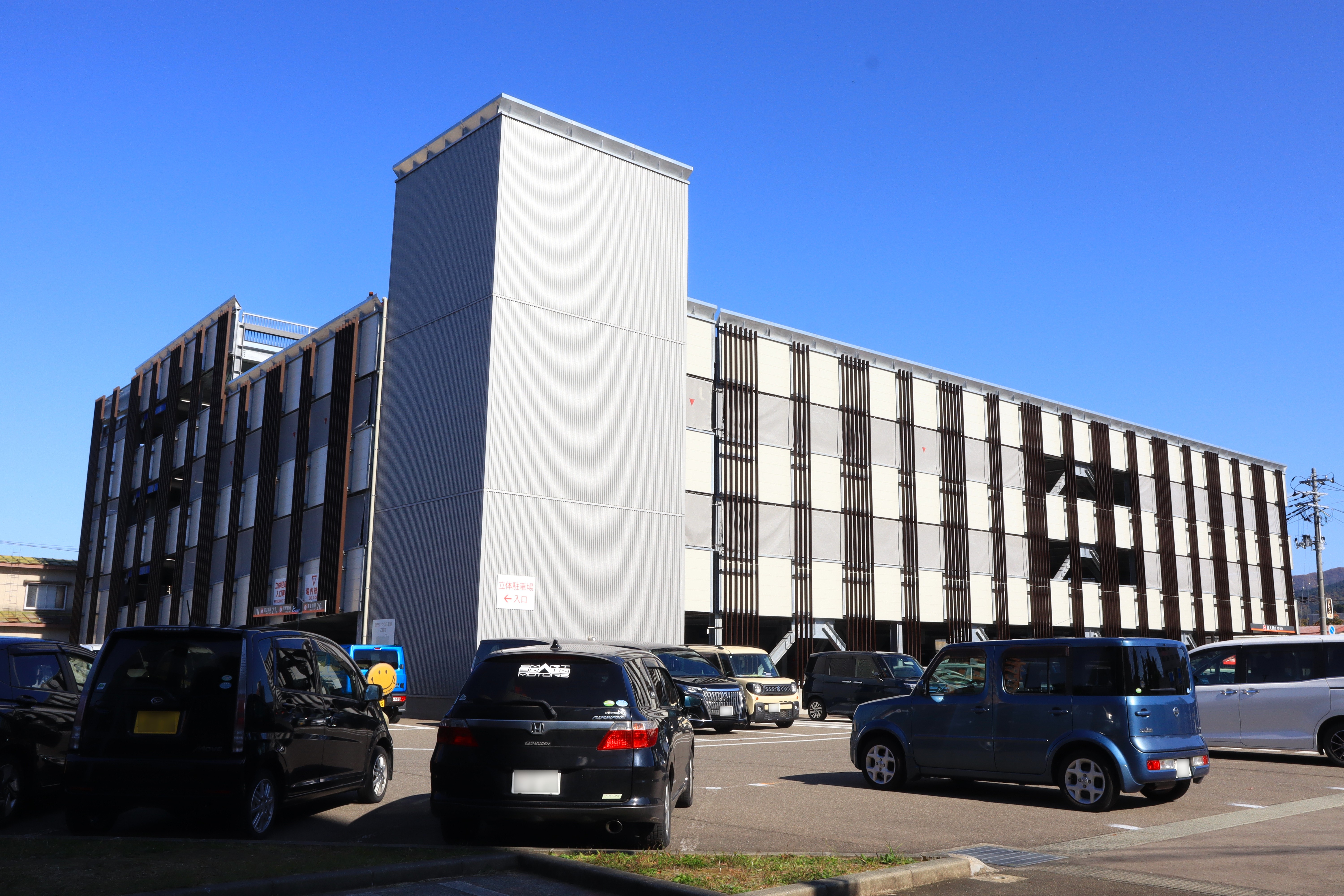
横手駅東口市営駐車場（よこてイースト駐車場）の外観

現在駐車場のある場所には、かつて平鹿看護学校（2007年3月31日廃止）があり、一度は再開発区域に指定されるも計画決定時には再開発区域から除外された。ただ、2008年度中に市が土地をJA秋田厚生連から買い取り、駐車場として整備することとなった。
無料の平面駐車場（148台分）として整備され、よこてイーストの開業時から供用を続けていたが、2026年（令和8年）に完成する「横手駅東口第二地区第一種市街地再開発事業」を見据え、駐車場の機能強化を目的に立体化されることが決定、2022年（令和4年）7月より工事に着工した。工事期間中は駐車場が縮小され、近隣の横手駅東口駐輪場の2階部分を臨時駐車場として開放する処置をとった。
2023年（令和5年）2月3日より立体駐車場部分の供用を開始。横手駅東口市営駐車場としてリニューアルオープンした。立体化に伴い、これまで無料だった駐車料金を有料とし、営業時間は24時間となった（立体化前は8:30 - 23:00）。駐車料金については、2時間までは無料となっており、それ以降は1時間に付き100円（24時間まで1,000円に据え置き）となっている。高校生以下の子どもを同伴している場合は、3時間まで無料で駐車することができる。
駐車台数は293台（立体部分：221台、平面部分：72台）で、立体化により倍増している。

## 沿革

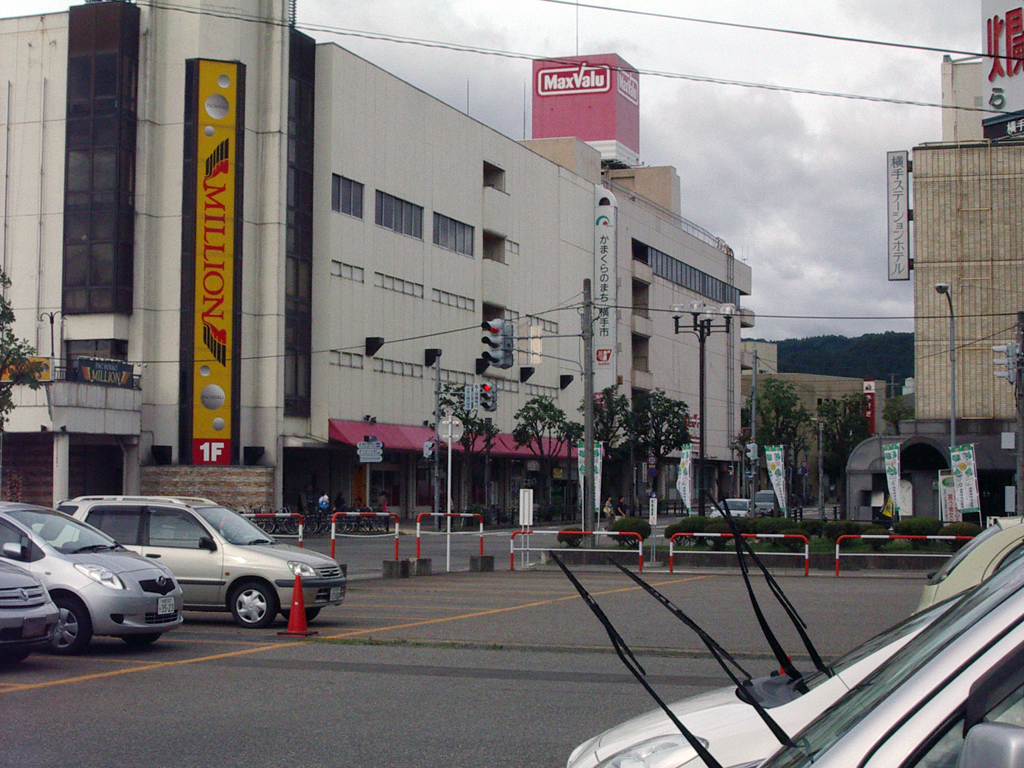
横手駅から眺めた再開発前の駅前通り（2007年7月）

再開発前の横手駅前地区は、1971年（昭和46年）より始まった土地区画整理事業によって整備されたもので、狭く複雑だった駅前の道路事情が解消された。
イオンは、横手インターチェンジ付近にジャスコ横手南店（現・イオンスーパーセンター横手南店）を1998年に開店し、横手駅前に所在する「羽後交通ビル」の核テナントとして入居していたジャスコ横手店は2001年8月20日をもって撤退させた。
平鹿総合病院についても、敷地狭隘の上、増築を重ねた病舎は利便性が低くなっていたため、1995年（平成7年）には改築に関する検討委員会が発足し、1997年（平成9年）には郊外移転が決定した。新病舎は、2004年秋に着工し、2007年1月竣工、同年4月1日に開院した。
ジャスコ横手店の撤退、平鹿総合病院の郊外移転によって駅東口地区に大規模な空閑地ができ、その跡地利用についてが大きな課題となっていた。1998年（平成10年）、市は中心市街地活性化基本計画（旧）を策定。2003年（平成15年）には政府による全国都市再生モデル調査が行われ、横手市は「タウンリゾートとしての駅前交流拠点複合機能の整備」について提案した。これは、セミオープン型の日本庭園を設け、それを公益施設・商業施設・集合住宅の3ゾーンで取り囲むといったものであった。
この計画が国の選定を受けたことを踏まえ、2005年（平成17年）には地権者らによる「横手駅前地区再開発協議会」が発足、市は「市街地再開発基本計画」を策定した。2006年（平成18年）1月31日には「横手駅東口第一地区市街地再開発準備組合」が設立、2007年（平成19年）7月31日には「横手駅東口第一地区市街地再開発組合」が設立された。2008年（平成20年）には「横手駅東口第一地区第一種市街地再開発事業」として事業認可され、同年5月10日より既存建物の解体工事に着手した。解体工事は同年11月30日に完了、2009年（平成21年）1月26日の集合住宅棟の着工に始まり、各棟の建築工事が進んだ。
2009年（平成21年）10月26日には銀行棟が先行して開業。2010年（平成22年）10月5日に店舗棟の一部テナントと商業施設棟が開業し、プレオープンを迎えた。2011年（平成23年）4月1日に公益施設棟がオープンし、同年4月16日にグランドオープンした。
2016年（平成28年）には、経済産業省の「はばたく商店街30選」に選出され、同年5月25日に表彰を受けた。
2023年（令和5年）2月3日、よこてイースト北側にある平面駐車場の一部が立体化され「横手駅東口市営駐車場」としてリニューアルオープンした。（詳細は#市営駐車場を参照）

### 年表

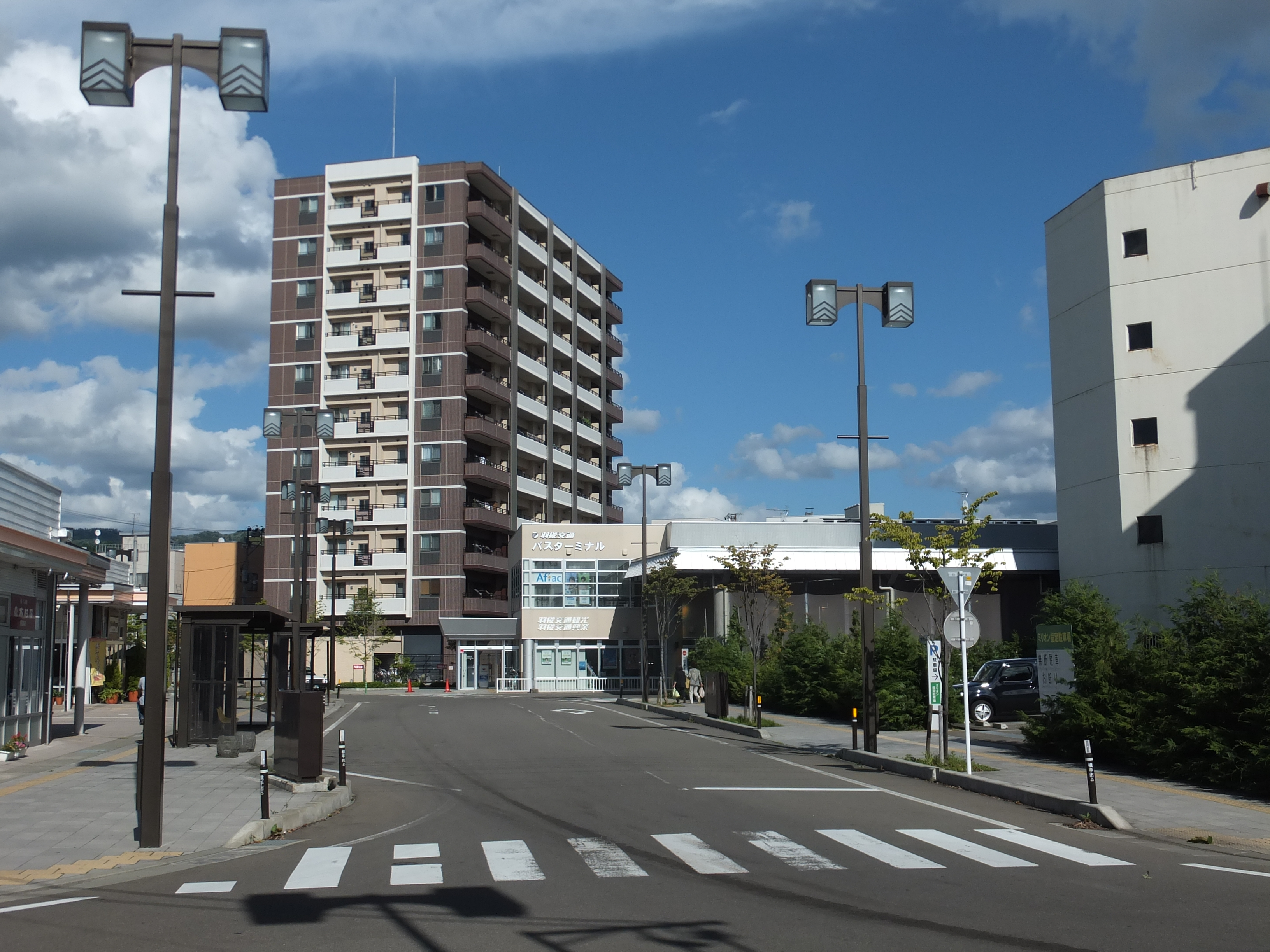
ランドシティ横手駅前（集合住宅棟）

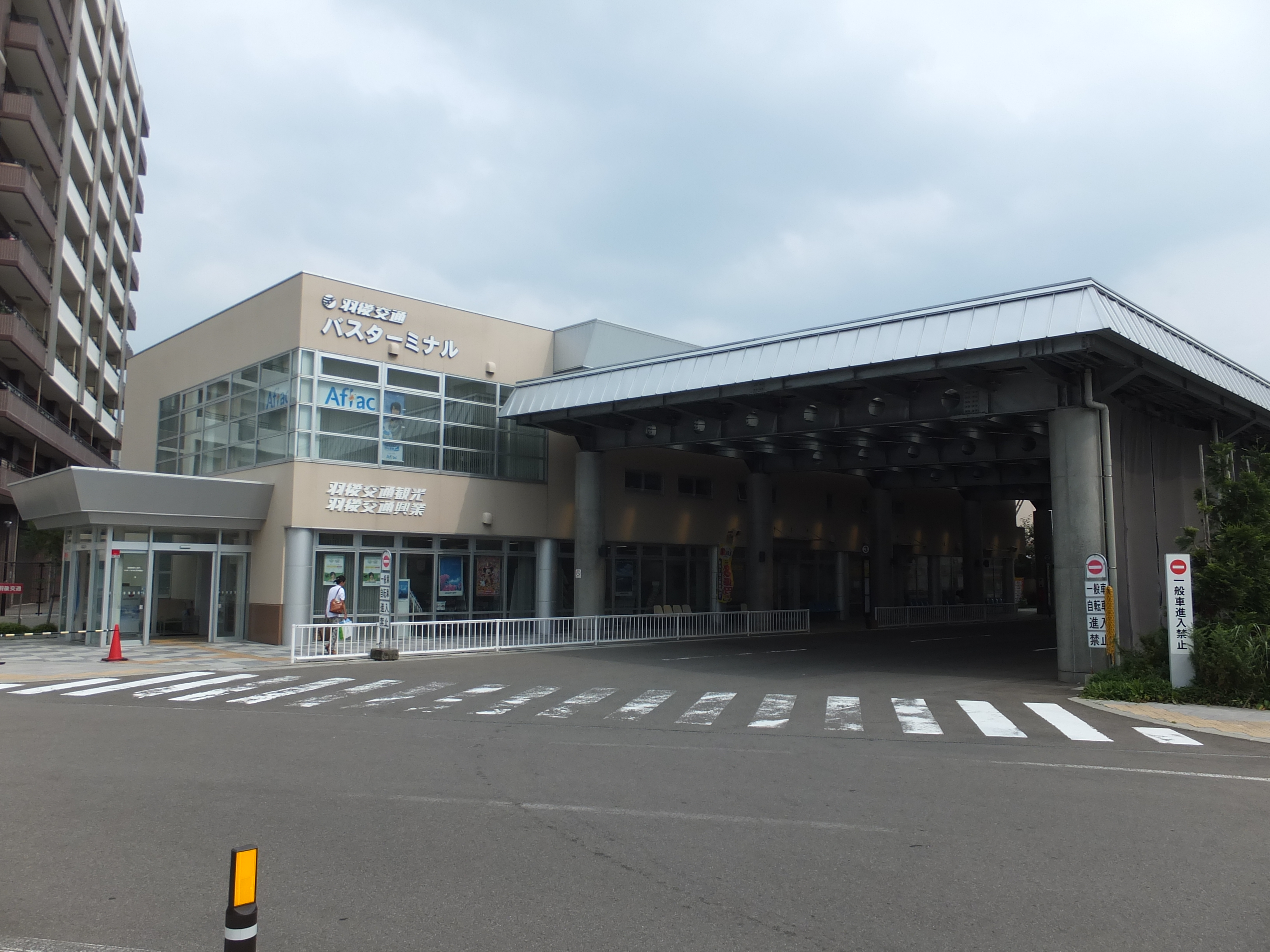
横手バスターミナル（バスターミナル棟）

以下、特に注釈のない項目は組合の公式サイトの情報によるもの。
- 2002年（平成14年）
  - 8月 - 横手市が「横手市中心市街地活性化基本計画」を策定[64]。
  - 12月2日 - 基本計画を受け、「横手市交流拠点整備構想協議会市民検討委員会」が発足[65]。
- 2005年（平成17年）
  - 10月1日 - 平成の大合併に際し、横手市（3万8,821人）と平鹿郡5町2村（増田町・平鹿町・雄物川町・大森町・十文字町・山内村・大雄村）とが合併し、新たに横手市（10万3,652人）が誕生（人口は2005年（平成17年）国勢調査による）。
  - 横手市が「市街地再開発基本計画」を策定
  - 地権者らによる「横手駅前地区再開発協議会」が発足。
- 2006年（平成18年）
  - 1月31日 - 「横手駅東口第一地区市街地再開発準備組合」が設立[66]。
  - 5月30日 - 都市計画決定[67]。
- 2007年（平成19年）
  - 4月1日 - 再開発事業区域にある平鹿総合病院が郊外に移転・開院。入院患者の移転を行う[68]。
  - 7月31日 - 「横手駅東口第一地区市街地再開発組合」が許可、設立[69]。
- 2008年（平成20年）11月25日 - 「横手駅東口第一地区市街地再開発事業」において起工式を実施[70]。
- 2009年（平成21年）
  - 10月8日 - 銀行棟が竣工。
- 2010年（平成22年）
  - 1月8日 - バスターミナル棟が竣工。
  - 2月12日 - 高齢者住宅棟が竣工。
  - 2月19日 - 集合住宅棟が竣工。
  - 9月13日 - 再開発事業区域の第1地区を「よこてイースト」、同区域内の広場を「にぎわいひろば」と命名。
  - 9月24日 - 商業施設棟が竣工。
  - 10月5日 - プレオープン。午前9時30分よりオープニングセレモニーを挙行し、公益施設棟を除く施設がオープンした。
- 2011年（平成23年）
  - 3月1日 - 公益施設棟が竣工。
  - 4月1日 - 公益施設棟（Y2ぷらざ）が開業[19]。
  - 4月7日 - 同日に発生した地震により、Y2ぷらざの4階天井の一部が破損し、修繕のため数日間にわたり臨時休館[71]。
  - 4月16日 - よこてイースト、グランドオープン。Y2ぷらざオープンスペースにて竣工祭を開催[72]。
  - 7月27日 - 再開発事業の竣工記念式典をY2ぷらざで挙行[73]。
- 2016年（平成28年）5月25日 - 経済産業省の「はばたく商店街30選」に選出[63]。
- 2022年（令和4年）4月1日 - 交流センター「Y2（わいわい）ぷらざ」3階に「Bizサポートよこて」がオープン[27][26]。
- 2023年（令和5年）2月3日 - よこてイースト駐車場に立体駐車場が設置され「横手駅東口市営駐車場」としてリニューアルオープン[56]。
- 2025年（令和7年）4月1日 - 交流センター「Y2（わいわい）ぷらざ」1階に「こども・若者相談窓口『Yotte・Cotto（よって・こっと）』」が開設[31][30]。

## アクセス
自動車
E46 秋田自動車道 / E13 東北中央自動車道 横手ICから約10分。
E46 秋田自動車道 横手北SICから約10分。
鉄道
東日本旅客鉄道（JR東日本） 奥羽本線・北上線 横手駅から徒歩約1分。